# Herbert Olivecrona
Herbert Axel Olivecrona (Visby, 11 luglio 1891 – Stoccolma, 15 gennaio 1980) è stato un chirurgo svedese.

## Biografia
Laureato a Stoccolma, si specializzò in anatomia patologica e neuropatologia a Lipsia, in Germania, ed in neurochirurgia a Baltimora negli Stati Uniti, presso il Johns Hopkins Hospital.
Nel 1922 tornò a Stoccolma ed il 12 novembre dello stesso anno fece la sua prima operazione su un tumore al cervello. È soprattutto per questo tipo di operazione che divenne celebre.
Molti dei suoi malati erano bambini, poiché alcuni tipi di tumore al cervello sono più frequenti dai 5 ai 15 anni di età, e gli venivano portati da ogni parte del mondo. Nel corso di tutta la sua carriera si calcola che abbia compiuto più di diecimila interventi.
La produzione scientifica di Herbert Olivecrona fu vastissima e di grande importanza.